# Revisionisme (marxisme)
Revisionisten binnen het marxisme zijn personen die bepleiten dat het socialisme kan worden opgebouwd via burgerlijke parlementaire weg in plaats van via een proletarische revolutie. Eduard Bernstein was de grondlegger van deze stroming. Hij stond tegenover Karl Kautsky, die een meer orthodox marxist was.
Dit heeft binnen de marxistische beweging vooral in het begin van de twintigste eeuw voor felle polemieken gezorgd. Rosa Luxemburg ageerde tegen het revisionisme in Hervorming of Revolutie. Ook Lenin verzette zich tegen het revisionisme, onder andere in Wat te doen?. In Nederland behoorden Henriette Roland Holst, Herman Gorter en Anton Pannekoek tot orthodoxe marxisten. Een verwijt van 'revisionisme' werd in communistisch/socialistische kringen als een ernstige beschuldiging opgevat, een reden voor bijvoorbeeld uitzetting uit de partij of erger.
Uit het revisionistisch socialisme is de (moderne) sociaaldemocratie ontstaan; de meer traditionele marxisten gingen als communisten verder.
In Nederland woedde rond 1910 de strijd tussen orthodoxe marxisten en revisionisten binnen de SDAP; in 1909 splitsten de orthodoxen zich af onder de naam SDP (de latere CPH/CPN). Henriette Roland Holst en anderen bleven aanvankelijk nog in de SDAP, en de strijd duurde enige jaren voort.
De kwalificatie revisionisme werd opnieuw gebezigd in de jaren zestig. De Chinese communistische partij stelde toen dat na de dood van Jozef Stalin in 1953 en na de toespraak Over persoonsverheerlijking en de gevolgen ervan van zijn opvolger Nikita Chroesjtsjov in 1956 het socialisme in de Sovjet-Unie revisionistisch werd. Volgens Chroestsjov bestonden geen echte klassen meer in de Sovjet-Unie en moest de klassenstrijd dus ook niet meer worden voortgezet. Hij verklaarde dat de dictatuur van het proletariaat had afgedaan en dat de Sovjet-Unie voor het einde van de twintigste eeuw het stadium van het communisme bereikt zou hebben. De Chinese leider Mao Zedong beschuldigde hem ervan dat hij zo de baan had vrijgemaakt voor allerlei kapitalistische elementen. Hij wees ook de stelling af dat het socialisme bereikt kon worden via de parlementaire weg. Dit veroorzaakte een breuk in de relaties tussen de communistische partijen van China en de Sovjet-Unie en de splitsing tussen maoïstische en revisionistische partijen over de hele wereld.
Het hernieuwde leiderschap van voorzitter Mao, een zuivering binnen de Chinese communistische leiding in 1966 en de daarop volgende Culturele Revolutie betekende dat China op de revolutionaire weg bleef. Sinds de val van de Sovjet-Unie hebben verschillende maoïstische organisaties deze stellingen herzien. Zij merkten hierbij vooral op dat de ontbinding van het socialisme een complexer proces is dan Mao aannam. Volgens veel hedendaagse maoïstische ideologen werd de Sovjet-Unie van 1956 tot 1991 weliswaar geleid door een revisionistische partij, maar dit betekende niet dat het land niet langer socialistisch was. Pas toen de markteconomie officieel in alle sectoren werd toegelaten, werd de Sovjet-Unie weer een kapitalistisch land, om daarna helemaal te ontbinden.